# Rugby a 7 ai XVIII Giochi panamericani
I tornei di rugby a 7 ai XVIII Giochi panamericani si sono svolti a Lima, in Perù, dal 26 al 28 luglio 2019, nel centro sportivo Panamericano di Villa María del Triunfo. Il rugby a 7 fu presente ai giochi panamericani per la prima volta, in campo maschile, nell'edizione del 2011 a Guadalajara, in Messico. A Toronto ha fatto il suo debutto il torneo femminile, al quale parteciparono 6 squadre, mentre a Lima 2019 sia in campo maschile che in campo femminile hanno partecipato otto nazionali.
Il Canada, campione in carica del 2015, ha confermato il titolo in campo femminile, mentre in campo maschile ha avuto la meglio l'Argentina.

## Medaglie
| Evento            | Oro       | Argento     | Bronzo      |
| Uomini (dettagli) | Argentina | Canada      | Stati Uniti |
| Donne (dettagli)  | Canada    | Stati Uniti | Colombia    |